# Daniele Natali
Daniele Natali (Roma, 13 aprile 1973) è un doppiatore e attore italiano.

## Biografia
È conosciuto per aver doppiato gli attori Milo Ventimiglia, nella serie televisiva Heroes, Dan Byrd nella serie Cougar Town e Hans Matheson nel film Half Light. Inoltre ha doppiato la voce di Danny Mellow nell'anime Holly e Benji Forever. Riguardo alla carriera da attore, ha fatto parte del cast dei film Inseguito (2002) e Sons of Italy (2006) ed ha avuto un ruolo nella serie televisiva Don Matteo e nella terza e quarta stagione di Rocco Schiavone.

## Doppiaggi

### Cinema
- Hans Matheson in Half Light
- Eric Barry in A morte Hollywood
- Kang-sheng Lee in Che ora è laggiù?
- Jay Chou in La città proibita

### Cortometraggi
- Fred Testot in Le regole del viaggio

### Film TV e miniserie
- Corbin Allred in Josh Kirby
- Jesse Eisenberg in Temporale perfetto

### Serie televisive
- Milo Ventimiglia in Heroes
- Dan Byrd in Cougar Town
- Oliver Ackland in Le isole dei pirati
- Samuel Collings in Hex
- Sebastian de Souza in Skins
- Keahu Kahuanui in Teen Wolf

### Serie animate
- Danny Mellow in Holly e Benji Forever
- Kimata in Pretty Cure e Pretty Cure Max Heart

## Filmografia
- Tutti gli uomini del deficiente, regia di Paolo Costella (1999)
- Inseguito, regia di Luca Guardabascio (2002)
- Germanikus, regia di Hanns Christian Müller (2004)
- Don Matteo, episodio Tre spari nel buio - serie TV (2004)
- Sons of Italy, regia di Jonathan Deman (2006)
- Cuori puri, regia di Roberto De Paolis (2017)
- Youtopia, regia di Berardo Carboni (2018)
- L'ospite, regia di Duccio Chiarini (2018)
- Rocco Schiavone 3, episodio 3x03 (2019)
- Signora Volpe - serie TV, episodio 1x02 (2022)
- La lunga notte - La caduta del Duce, regia di Giacomo Campiotti – serie TV, 5 episodi (2024)
- ACAB - La serie, regia di Michele Alhaique – serie TV (2025)